# Wioletta Frankiewicz
Wioletta Frankiewicz, przez pewien czas używała nazwiska Janowska (ur. 9 czerwca 1977 w Piotrkowie Trybunalskim) – polska lekkoatletka, biegaczka na średnich i długich dystansach.

## Kariera zawodnicza
Odpadła w eliminacjach biegu na 3000 metrów na halowych mistrzostwach świata w 2003 w Birmingham i na halowych mistrzostwach świata w 2004 w Budapeszcie. Na igrzyskach olimpijskich w 2004 w Atenach wystąpiła w biegu na 1500 metrów, w którym odpadła w półfinale. Zajęła 9. miejsce na tym dystansie na halowych mistrzostwach Europy w 2005 w Madrycie. Zajęła 14. miejsce w finale biegu na 3000 metrów z przeszkodami oraz odpadła w eliminacjach biegu na 1500 metrów na mistrzostwach świata w 2005 w Helsinkach.
15 lipca 2006 podczas Memoriału Józefa Żylewicza ustanowiła nieoficjalny rekord świata w biegu na nietypowym dystansie: 2000 metrów z przeszkodami czasem 6:03,38. 
Zdobyła brązowy medal w biegu na 3000 metrów z przeszkodami na mistrzostwach Europy w 2006 w Göteborgu, przegrywając jedynie z Alesią Turawą z Białorusi i Tatjaną Pietrową z Rosji. Nie ukończyła biegu finałowego na tym dystansie na mistrzostwach świata w 2007 w Osace. Zajęła 7. miejsce w tej konkurencji na igrzyskach olimpijskich w 2008 w Pekinie (po dyskwalifikacji za doping Rosjanki Jekatieriny Wołkowej) z czasem 9:21,76.
Ponownie zdobyła brązowy medal w tej konkurencji na mistrzostwach Europy w 2010 w Barcelonie. Początkowo była sklasyfikowana na 5. miejsce, ale po dyskwalifikacji dwóch zawodniczek z powodu dopingu została przesunięta na 3. miejsce.
Jedenastokrotna mistrzyni Polski na stadionie:
- bieg na 1500 metrów – 2005
- bieg na 5000 metrów – 2002, 2004, 2007, 2008, 2010 i 2012[10]
- bieg na 3000 metrów z przeszkodami – 2006
- bieg na 10 000 metrów – 2008, 2012[11]
- bieg przełajowy (4 km) – 2010

Halowa mistrzyni Polski w biegu na 800 metrów – 2003, w biegu na 1500 metrów – 2005 i w biegu na 3000 metrów – 2006 & 2012.
Jest aktualną (wrzesień 2020) rekordzistką Polski w biegu na 3000 metrów z przeszkodami z wynikiem 9:17,14 uzyskanym 3 lipca 2006 w Atenach.
Wraz z mężem Pawłem mieszka w Krzeszowicach.

## Inne ważniejsze osiągnięcia
- 2. miejsce w Światowym Finale IAAF w Monte Carlo na 3000 m z przeszkodami (2005 – 9:25.47);
- 3. miejsce w Pucharze świata w Atenach (2006) na 3000 m z przeszkodami (9:35.08);
- 2. miejsce w zawodach superligi Pucharu Europy we Florencji na 5000 m (2005 – 15:08.38);
- 3. miejsce podczas I Halowego Pucharu Europy w Lipsku w biegu na 3000 m (2003 – 9:00.77);
- 3. miejsce w rankingu IAAF na 3000 m z przeszkodami w 2006.
- 3. miejsce podczas superligi PE w Annecy w biegu na 3000 m z przeszkodami (2008 – 9:39.60);
- 5. miejsce w Finale Lekkoatletycznym IAAF w Stuttgarcie w biegu na 3000 m z przeszkodami (2008) – 9:31.89.
- 6. miejsce w superlidze drużynowych mistrzostw Europy w biegu na 5000 m (Bergen 2010)

## Rekordy życiowe
- bieg na 2000 metrów z przeszkodami – 6:03,38 (2006) do 2015 nieoficjalny rekord świata
- bieg na 3000 metrów z przeszkodami – 9:17,15 (rekord Polski); wynik ten dał jej pierwsze miejsce na listach światowych w 2006
- bieg na 800 metrów – 2:06,86 (2003)
- bieg na 1000 metrów – 2:36,97 (2004)
- bieg na 1500 metrów – 4:03,09 (2004)
- Bieg na 3000 metrów – 8:44,22 (2005)
- bieg na 5000 metrów – 15:08,38 (2005)
- bieg na 10 000 metrów – 32:16,27 (2004)
- bieg na 5000 metrów (hala) – 15:56,42 rekord Polski[15]

## RankingTrack & Field News
- 2005 – 4. miejsce
- 2006 – 3. miejsce
- 2008 – 6. miejsce[16]

## Ranking światowy
- 2008 – 6. miejsce